# Aryabhata
Aryabhata o Aryabhata I (hacia 476-550) fue el primer gran matemático y astrónomo de la era clásica de la matemática y la astronomía indias.
La obra de Aryabhata trata,  principalmente,  sobre la matemática y la astronomía; también trabajó en la aproximación del número π.

## Biografía

### Nombre
- Āryabhaṭa en el sistema AITS (alfabeto internacional de transliteración sánscrita)
- [ariabáta] (pronunciación aproximada)
- आर्यभटः en letra devanagari para la escritura del idioma sánscrito

A pesar de que es usual transliterar su nombre como Aryabhatta ―en analogía con otros nombres que tienen el sufijo "bhatta"―, el nombre correcto es Aryabhaṭa o Aryabhata: cada texto astronómico deletrea su nombre así, incluyendo las más de cien veces en que Brahmagupta lo nombra.

#### Fecha y lugar de nacimiento
Aryabhata menciona en el Aryabhatiya que habían transcurrido 3630 años en la era de Kali iuga, cuando tenía 23 años. Esto corresponde al año 499, e implica que había nacido en 476.
Aryabhata nació en Taregana (literalmente, 'canción de las estrellas'), el cual es un pequeño pueblo en Bihar, India, alrededor de 30 km de la ciudad Pataliputra (actualmente Patna), y que actualmente la capital del estado de Bihar. Las evidencias justifican su nacimiento ahí. En Taregana, Aryabhata estableció en el siglo VI un Observatorio Astronómico en el Templo del Sol.
No hay pruebas de que haya nacido fuera de Patliputra y viajado a Magadha, el centro de instrucción, cultura y conocimiento por sus estudios, donde incluso fundó un instituto de enseñanza.
Sin embargo, los primeros textos budistas describen a Ashmaka como más al sur, en dakshinapath o el Decán, mientras que otros textos describen que los Ashmakas habían peleado con Alejandro Magno.

### Educación
Hay bastante certeza de que, en algún punto, fue a Kusumapura para estudios avanzados y vivió ahí por un tiempo.
Tanto la tradición hindú como la budista, así como Bhaskara I (629), identifican a Kusumapura como Pāṭaliputra, la moderna Patna.
Un verso menciona que Aryabhata fue el jefe de una institución (kulapati) en Kusumapura y, debido a que la universidad de Nalanda estaba en Pataliputra en ese tiempo y tenía un observatorio astronómico, se especula que Aryabhata puede haber sido también el jefe de la universidad de Nalanda.
Aryabhata tiene asimismo la reputación de haber creado un observatorio en el templo del Sol en Taregana, Bihar.

### Otras conjeturas
Alguna evidencia arqueológica sugiere que Aryabhata pudo haber tenido origen en el actual Kodungallur, que fue la ciudad capital histórica de Thiruvanchikkulam del antiguo Kerala.
Por ejemplo, una hipótesis fue que aśmaka (sánscrito para "rocoso, pétreo") puede ser la región en Kerala que ahora es conocida como Koṭuṅṅallūr, basado en la creencia de que se conocía anteriormente como Koṭum-Kal-l-ūr ("ciudad de piedras duras"); sin embargo, viejos registros muestran que la ciudad era de hecho Koṭum-kol-ūr ("ciudad de gobernanza estricta"). De manera similar, el hecho de que varios comentarios en la Aryabhatiya hayan venido desde Kerala, sirvió para sugerir que fue el lugar principal de vida y actividad de Aryabhata; sin embargo, muchos comentarios han venido de fuera de Kerala.
Aryabhata menciona "Lanka" en muchas ocasiones en el Aryabhatiya, pero su "Lanka" es una abstracción, ocupando un punto en el ecuador a la misma longitud que su Ujjain.

## Obra
Aryabhata es el autor de varios tratados en matemáticas y astronomía, algunos de los cuales están perdidos. Su mayor trabajo, Aryabhatiya, un compendio de matemáticas y astronomía, fue referido de manera extensa en la literatura matemática de la India y ha sobrevivido a los tiempos modernos. La parte matemática del Aryabhatiya cubre aritmética, álgebra, trigonometría plana y trigonometría esférica. También contiene fracciones continuas, ecuaciones cuadráticas, sumas de series de potencias y una tabla de senos.
El Arya-siddhanta, un trabajo considerable sobre cálculos astronómicos, es conocido a través de los escritos del contemporáneo de Aryabhata, Varaja Mijira y posteriores matemáticos y comentaristas, incluyendo a Brahmagupta y Bhaskara I. Este trabajo parece estar basado en el más viejo Suria-siddhanta y usa el cálculo del mediodía-noche, en contraposición a la salida del sol en Aryabhatiya. También contenía una descripción de varios instrumentos astronómicos: el gnomon (shanku-iantra), un instrumento de sombras (chhAyA-iantra), posiblemente dispositivos para medir ángulos, semicírculos y círculos (dhanur-iantra / chakra-iantra), un palo cilíndrico iasti-iantra, un dispositivo en forma de sombrilla llamado chhatra-iantra, y relojes de agua de al menos dos tipos, en forma de flecha y cilíndricos.
Un tercer texto, el cual puede haber sobrevivido en la traducción árabe, es Al ntf o Al-nanf. Afirma ser una traducción de Aryabhata, pero se desconoce el nombre en sánscrito de este trabajo. Probablemente datado del siglo IX, es mencionado por Al-Biruni, el erudito persa y cronista de la India.

### Aryabhatiya
Los detalles directos del trabajo de Aryabhata son conocidos únicamente a partir del Aryabhatiya. Este nombre le fue dado a esta obra por comentaristas posteriores. El propio Aryabhata podría no haberle dado un nombre. Su discípulo Bhaskara I lo llama Aśmakatantra (o el tratado de los aśmaka o ashmaka). En ocasiones es referido también como Aryaśatasaṣṭa (literalmente, los 108 de Aryabhata), debido a que hay 108 versos en el texto. Está escrito en el estilo lacónico típico de la literatura sutra, en la cual cada línea es una ayuda a la memoria para un sistema complejo. Así, la explicación del significado es debida a comentaristas. El texto consiste en 108 versos y 13 versos introductorios, y está dividido en cuatro pādas o capítulos:
1. Gitikapada: (13 versos): grandes unidades de tiempo (kalpa, manvantra y yuga), los cuales presentan una cosmología diferente a textos anteriores como el Vedanga Jyotisha de Lagadha's (c. siglo I a. C.). Hay también una tabla de senos (jya), dada en un único verso. La duración de las revoluciones planetarias durante un mahayuga está dada como 4,32 millones de años.
2. Ganitapada (33 versos): cubre medición (kṣetra vyāvahāra), aritmética y progresiones geométricas, gnomon/sombras (śankuchāyā), ecuaciones simples, cuadráticas, simultáneas e indeterminadas.
3. Kalakriyapada (25 versos): diferentes unidades de tiempo y un método para determinar las posiciones de los planetas para un día dado, cálculos relacionados con el mes bisiesto (adhikamāsa), kṣayatithis, y una semana de siete días con nombres para los días de la semana.
4. Golapada (50 versos): aspectos geométricos/trigonométricos de la esfera celeste, características de la eclíptica, el ecuador celeste, nodo, forma de la Tierra, la causa del día y la noche, la subida de los signos zodiacales en el horizonte, etc. Además, algunas versiones citan algunos colofones añadidos al final, ensalzando las virtudes del trabajo, etc.

El Aryabhatiya presentó un número de innovaciones en matemáticas y astronomía en forma de verso, las cuales fueron influyentes durante muchos siglos. La extrema brevedad del texto fue explicada en detalle en comentarios de su discípulo Bhaskara I (Bhashya, c. 600) y por Nilakantha Somayaji en su Aryabhatiya Bhasya (1465). Fue no solamente el primero en encontrar el radio de la Tierra, sino que fue el único en los tiempos antiguos, incluyendo a los griegos y romanos, en encontrar el volumen de la Tierra.

## Matemáticas

### Sistema de notación posicional y el cero
El sistema de notación posicional, visto por primera vez en el Manuscrito Bakhshali del siglo III, estaba claramente dentro de su obra. Mientras que él no utilizaba un símbolo para el cero, el matemático francés Georges Ifrah explica que el conocimiento del cero estaba implícito en el sistema de notación posicional de Aryabhata como un marcador de posición para las potencias de diez con coeficientes nulos.
Sin embargo, Aryabhata no utilizó la numeración brahmi. Continuando con la tradición sánscrita del periodo védico, utilizó las letras del alfabeto para denotar números, expresando cantidades, tales como la tabla de senos en una forma in a mnemotécnica.

### Aproximación deπ
Aryabhata trabajó en la aproximación del número π, y puede haber llegado a la conclusión de que {\displaystyle \pi } es irracional. En la segunda parte del Aryabhatiyam (gaṇitapāda 10), él escribe:

caturadhikam śatamaṣṭaguṇam dvāṣaṣṭistathā sahasrāṇām

ayutadvayaviṣkambhasyāsanno vṛttapariṇāhaḥ.
"Añada cuatro a 100, multiplíquelo por ocho, y entonces añada 62 000. Mediante esta regla la circunferencia de un círculo con un diámetro de 20 000 puede ser aproximado."

Esto implica que la relación entre la circunferencia y el diámetro es ((4 + 100) × 8 + 62000)/20000 = 62832/20000 = 3,1416, lo que es exacto hasta cinco cifras significativas.
Se especula que Aryabhata utilizó la palabra āsanna (aproximación), para indicar que no solo es esto una aproximación sino que el valor es inconmensurable (o irracional). Si esto es correcto, es una comprensión bastante sofisticada, debido a que la irracionalidad de {\displaystyle \pi } fue probada en Europa aún en 1761 por Johann Heinrich Lambert.
Después de que Aryabhatiya fuera traducido al árabe (c. 820) esta aproximación fue mencionada en el libro de Al-Juarismi sobre álgebra.

### Trigonometría
En Ganitapada 6, Aryabhata da el área de un triángulo como
tribhujasya phalashariram samadalakoti bhujardhasamvargah
que se traduce como: "para un triángulo, el resultado de una perpendicular con el semi-lado es el área."
Aryabhata discutió el concepto de seno en su obra con el nombre de ardha-jya, que literalmente significa "medio-acorde". por simplicidad, la gente comenzó llamándolo jya. Cuando los escritores árabes tradujeron sus obras del sánscrito al árabe, ellos lo refirieron como jiba. Sin embargo, en los escritos árabes las vocales se omiten, y fue escrito simplemente como <jb>. Posteriormente los escritores lo sustituyeron como con jaib, que significa "bolsillo" o "doblez" (en una prenda); en árabe, jiba es una palabra sin significado. Después en el siglo XII, cuando Gerardo de Cremona tradujo estos escritos del árabe al latín, reemplazó el jaib árabe con su contraparte latina, sinus, que significa "curva" o "cavidad". El código alfabético ha sido usado por él para definir un conjunto de incrementos. Si se usa la tabla de Aryabhata y se calcula el valor de sin(30) (correspondiente a hasjha) el cual es 1719/3438 = 0,5, el valor es correcto. Su código alfabético es comúnmente conocido como la cifra de Aryabhata.

### Ecuaciones indeterminadas
Un problema de gran interés para los matemáticos de la India desde tiempos antiguos ha sido encontrar soluciones enteras a ecuaciones que tienen la forma ax + by = c, un tema que ha llegado a ser conocido como ecuaciones diofánticas. Esto es un ejemplo del comentario de Bhāskara sobre Aryabhatiya:
Encontrar el número que da 5 como el residuo cuando es dividido por 8, 4 como el residuo cuando es dividido por 9, y 1 como el residuo cuando es dividido por 7
Esto es, encontrar N = 8x+5 = 9y+4 = 7z+1. Resulta que el valor más pequeño para N es 85. En general, las ecuaciones diofánticas pueden ser notablemente difíciles. Fueron discutidas de manera extensa en los antiguos textos védicos Shulba-sutras, cuyos fragmentos más antiguos pueden datar desde 800 a. C. El método de Aryabhata para resolver tales problemas es llamado el método kuṭṭaka (कुट्टक). Kuttaka significa "pulverizar" o "romper en pequeñas piezas", y el método involucra un algoritmo recursivo para escribir los factores originales en números más pequeños. Actualmente este algoritmo, elaborado por Bhaskara en 621, es el método estándar para resolver ecuaciones diofánticas de primer orden y es a veces referido como el algoritmo de Aryabhata. Las ecuaciones diofánticas son de interés en criptología, y la Conferencia RSA 2006, se concentró en el método kuttaka y el trabajo previo en los Shulba-sutras.

### Álgebra
En Aryabhatiya Aryabhata proporcionó resultados elegantes para la suma   de los cuadrados y los cubos de los n primeros naturales:
{\displaystyle 1^{2}+2^{2}+\cdots +n^{2}={n(n+1)(2n+1) \over 6}}
y
{\displaystyle 1^{3}+2^{3}+\cdots +n^{3}=(1+2+\cdots +n)^{2}}
Resultados usados, actualmente, al calcular áreas mediante integral definida

## Astronomía
El sistema de Aryabhata de astronomía fue llamado el sistema audAyaka, en el cual los días son contados a partir de uday, comenzando en lanka o "ecuador". Algunos de sus posteriores escritos en astronomía, los cuales aparentemente proponían un segundo modelo (o ardha-rAtrikA, medianoche) están perdidos pero pueden ser parcialmente reconstruidos a partir de la discusión en el khanDakhAdyaka de Brahmagupta. En algunos textos, parece atribuir los movimientos aparentes del cielo a la rotación de la Tierra. Él puede haber creído que las órbitas del planeta son elípticas en vez de circulares.

### Movimientos del Sistema Solar
Aryabhata correctamente insistió en que la Tierra rota sobre su eje diariamente, y que el movimiento aparente de las estrellas es un movimiento relativo causado por la rotación de la Tierra, de manera contraria al punto de vista prevaleciente entonces en otras partes del mundo, que era el cielo el que rotaba. Esto se indica en el primer capítulo del Aryabhatiya, donde da el número de rotaciones de la Tierra en un yuga, y lo hizo más explícito en su capítulo gola:

In the same way that someone in a boat going forward sees an unmoving [object] going backward, so [someone] on the equator sees the unmoving stars going uniformly westward. The cause of rising and setting [is that] the sphere of the stars together with the planets [apparently?] turns due west at the equator, constantly pushed by the cosmic wind.
De la misma manera en que alguien en un bote yendo hacia adelante ve un [objeto] inmóvil ir hacia atrás, así [alguien] en el ecuador ve las estrellas inmóviles yendo uniformemente hacia el oeste. La causa de la salida y la puesta [es que] la esfera de las estrellas junto con los planetas [¿aparentemente?] gira hacia el oeste en el ecuador, empujado constantemente por el viento cósmico.

Aryabhata describió un modelo geocéntrico del Sistema Solar, en el cual el Sol y la Luna son cada uno transportados por epiciclos. Ellos a su vez giran alrededor de la Tierra. En este modelo, el cual se encuentra también en el Paitāmahasiddhānta (c. 425), los movimientos de los planetas son cada uno gobernados por dos epiciclos, uno más pequeño manda (lento) y uno más grande śīghra (rápido).

El orden de los planetas en términos de distancia desde la Tierra es tomado como: la Luna, Mercurio, Venus, el Sol, Marte, Júpiter, Saturno, y el asterismo."
Las posiciones y los periodos de los planetas fueron calculados de manera relativa a puntos moviéndose uniformemente. En el caso de Mercurio y Venus, se mueven alrededor de la Tierra a la misma velocidad media que el Sol. En el caso de Marte, Júpiter y Saturno, ellos se movían alrededor de la Tierra a velocidades específicas, representando el movimiento de cada planeta a través del zodiaco. La mayoría de los historiadores de astronomía consideran que este modelo de dos epiciclos refleja elementos de la astronomía en la Antigua Grecia pre-Ptolomeica.
Otro elemento en el modelo de Aryabhata, el śīghrocca, el periodo planetario básico en relación con el Sol, es visto por algunos historiadores como una señal de un subyacente modelo heliocéntrico.

### Eclipses
Los eclipses solares y lunares fueron explicados científicamente por Aryabhata. Aryabhata afirmó que la Luna y los planetas brillan mediante la luz solar reflejada. En vez de la cosmogonía prevaleciente en la cual los eclipses eran causados por los nodos pseudo-planetarios Rajú y Ketu, él explica los eclipses en términos de sombras proyectadas sobre la Tierra. Así, el eclipse lunar ocurre cuando la Luna entra en la sombra de la Tierra (verso gola.37). Él analiza en detalle el tamaño y el alcance de la sombra de la Tierra (versos gola.38–48) y entonces provee los cálculos y el tamaño de la parte eclipsada durante un eclipse. Posteriormente astrónomos hindúes mejoraron los cálculos, pero los métodos de Aryabhata proporcionaron lo esencial. Su pardigma computacional fue tan preciso que el científico del siglo XVIII Guillaume Le Gentil, durante una visita a Pondicherry, India, encontró que los cálculos hindúes de la duración del eclipse lunar del 30 de agosto de 1765 eran cortos por 41 segundos, mientras que sus gráficas (por Tobias Mayer, 1752) eran largos por 68 segundos.

### Periodos siderales
En unidades modernas de tiempo, Aryabhata calculó la rotación sideral (la rotación de la Tierra con referencia las estrellas fijas) como 23 horas, 56 minutos, y 4.1 segundos; el valor moderno es 23:56:4.091. De manera similar, su valor para la longitud del año sidéreo en 365 días, 6 horas, 12 minutos, y 30 segundos (365,25858 días) tiene un error de 3 minutos y 20 segundos sobre la longitud de un año (365,25636 días).

### Heliocentrismo
Como ha sido mencionado, Aryabhata defendió un modelo astronómico en el cual la Tierra gira sobre su propio eje. Su modelo también dio correcciones (la anomalía śīgra) para las velocidades de los planetas en el cielo en términos de la velocidad media del Sol. Así, ha sido sugerido que los cálculos de Aryabhata estaban basados en un subyacente modelo heliocéntrico, en el cual los planetas orbitan alrededor del Sol, aunque esto ha sido rebatido.
También se ha sugerido que aspectos del sistema de Aryabhata pueden haber sido derivados de un modelo heliocéntrico anterior, probablemente griego pretolemeico, el cual era desconocido para los astrónomos hindúes, aunque la evidencia es escasa.
El consenso general es que una anomalía sinódica (dependiente de la posición del Sol) no implica una órbita heliocéntrica físicamente (estando tales correcciones presentes también en posteriores textos astronómicos babilónicos), y que el sistema de Aryabhata no era explícitamente heliocéntrico.

## Legado

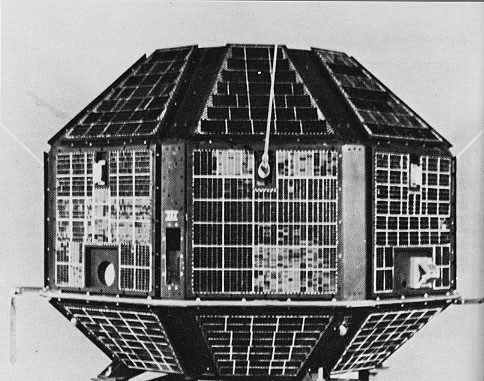
El satélite Aryabhata, primer satélite artificial de la India, nombrado en honor de Aryabhata.

La obra de Aryabhata fue de gran influencia en la tradición astronómica de la India e influenció a varias culturas vecinas mediante traducciones. La traducción árabe durante la Edad de Oro del islam (c. 820), fue influenciada de manera particular. Algunos de sus resultados son citados por Al-Juarismi y en el siglo X Al-Biruni afirmó que los seguidores de Aryabhata creían que la Tierra rotaba sobre su propio eje.
Sus definiciones de seno (yia), coseno (koyia), verseno (utkrama-yia), y seno inverso (otkram-yia) influyeron en el nacimiento de la trigonometría. Él fue también el primero en especificar tablas de seno y verseno (1 − cos x), en intervalos de 3.75° desde 0° a 90°, con una precisión de 4 cifras decimales.
De hecho, los nombres modernos "seno" y "coseno" son transcripciones erradas de las palabras jya y kojya introducidas por Aryabhata. Como ha sido mencionado, fueron traducidas como jiba y kojiba en árabe y malentendidas por Gerardo de Cremona mientras traducía un texto árabe de geometría al latín. Él asumió que jiba era la palabra árabe jaib, que significa "doblez en una prenda", L. sinus (c. 1150).
Los métodos de cálculo astronómico de Aryabhata eran también muy influyentes. Junto con las tablas trigonométricas, llegaron a ser ampliamente utilizados en el mundo islámico y fueron utilizados para computar muchas tablas astronómicas árabes (zij). En particular, las tablas astronómicas en el trabajo del científico de la España árabe Azarquiel (siglo XI) se habían traducido al latín como las Tablas de Toledo (siglo XII) y permanecieron como las efemérides más precisas utilizadas en Europa por siglos.
Los cálculos de calendarios ideados por Aryabhata y sus seguidores han sido de uso continuo en India para los propósitos prácticos de ajustar el Panchangam (el calendario hindú). En el mundo islámico, formaron la base del calendario jalali introducido en 1073 por un grupo de astrónomos incluyendo a Omar Jayam, versiones las cuales (modificadas en 1925) son los calendarios nacionales en uso actualmente en Irán y Afganistán. Las fechas del calendario jalali están basadas en el tránsito solar actual, como en los calendarios de Aryabhata y anteriores calendarios Siddhanta. Este tipo de calendario requiere una efeméride para calcular las fechas. Aunque las fechas eran difíciles de calcular, los errores estacionales eran menores en el calendario jalali que en el calendario gregoriano.
El primer satélite artificial de la India, el satélite Aryabhata, y el cráter lunar Aryabhata son nombrados así en su honor. Un instituto para la realización de investigaciones en astronomía, astrofísica y ciencias atmosféricas es el Aryabhatta Research Institute of Observational Sciences (ARIOS) cerca de Nainital, India. La competición interescolar Aryabhata Maths Competition es también nombrada en su honor, así como el Bacillus aryabhata, una especie de bacteria descubierta por científicos de la Agencia India de Investigación Espacial en 2009.